# Erika-Shaye Gair
Erika-Shaye Gair (New Westminster, 12 dicembre 1998) è un'attrice canadese.
Inizia la sua carriera a 4 anni prendendo parte ad uno spot pubblicitario.
Ha un fratello, Luke, anch'egli attore.

## Filmografia
- Kat Plus One (2004) - film TV
- Vita da camper (2006)
- Circumference (2006) - cortometraggio
- Il prescelto (2006)
- Three Moons Over Milford (1 episodio, 2006)
- White Noise: The Light (2007)
- Time and Again (2007) - film TV
- Il respiro del diavolo (2007)
- Lost Behind Bars (2008) - film TV
- Legittima offesa - While She Was Out (2008)
- Trial by Fire (2008) - film TV
- Battlestar Galactica (2 episodi, 2007-2009)
- I-5 - Il killer dell'autostrada (2011) - film TV
- R.L. Stine's The Haunting Hour (1 episodio, 2012)
- Bread of Heaven (2012) - cortometraggio
- Supernatural (1 episodio, 2015)
- Stolen Daughter (2015) - film TV
- Dinosaur Train (97 episodi, 2009-2016)